# Ipiranga do Sul
Ipiranga do Sul är en kommun i Brasilien.   Den ligger i delstaten Rio Grande do Sul, i den södra delen av landet, 1 400 km söder om huvudstaden Brasília. Antalet invånare är 1 944.
Trakten runt Ipiranga do Sul består till största delen av jordbruksmark. Runt Ipiranga do Sul är det ganska glesbefolkat, med 42 invånare per kvadratkilometer.